# Anthony Moore
Anthony Moore, noto anche come Anthony More (Londra, 13 agosto 1948), è un tastierista e compositore britannico.

## Biografia
Ha incominciato la sua carriera negli Slapp Happy che fondò assieme a Peter Blegvad. Con gli Slapp Happy ha pubblicato cinque album, due dei quali in collaborazione con il gruppo Henry Cow; ha inciso diversi album da solista ed in collaborazione
In anni più recenti ha collaborato come autore di testi sugli album dei Pink Floyd, A Momentary Lapse of Reason (1987) e The Division Bell (1994), e per l'album solista di Rick Wright, Broken China (1996); ha collaborato ripetutamente con Kevin Ayers e ha scritto testi anche per Trevor Rabin e Julian Lennon.